# Großräschen
Großräschen település Németországban, azon belül Brandenburgban. Lakosainak száma 8298 fő (2023. december 31.). Großräschen Altdöbern és Neu-Seeland községekkel határos.

## Népesség
A település népességének változása:
| Lakosok száma | 10 262 | 8655 | 8455 | 8378 | 8445 | 8298 |
|               | 2010   | 2015 | 2020 | 2021 | 2022 | 2023 |